# Chlorospin jaune-vert
Espèce
Statut de conservation UICN

 VU B1ab(i,ii,iii,v);C2a(i) : Vulnérable
Le Chlorospin jaune-vert (Chlorospingus flavovirens), aussi appelé Tangara jaune-vert, est une espèce de passereaux appartenant à la famille des Emberizidae. 

## Répartition
On le trouve en Colombie et Équateur.

## Habitat
Il vit dans les forêts humides subtropicales ou tropicales de plaine et les zones humides subtropicales ou tropicales d'altitude.
Il est menacé par la perte de son habitat.